# Ящишин Євген Михайлович
Ящишин Євген Михайлович (народився 17 квітня 1957 р. у місті Львові) — спеціаліст у сфері радіотехніки, професор Варшавської Політехніки.

## Автобіографія
У 1979 році закінчив радіотехнічний факультет університету Львівська політехніка . Того ж року почав працювати в науково-дослідницькій лабораторії радіотехнічного факультету, очолював цю лабораторію з 1988 року. У 1986 році в Московському інституті електроніки і математики на основі роботи під назвою Розробка методів автоматизованого проектування друкованих антенних решіток, отримав ступінь кандидата технічних наук в галузі антен і НВЧ-технологій. У 1993 році йому присвоєно державне вчене звання України старший науковий співробітник . У 1993—1999 рр. був доцентом кафедри телекомунікацій Львівського політехнічного університету. У жовтні 1999 року почав працювати у Варшавській Політехніці в Інституті радіоелектроніки на посаді доцента .
У 2006 році отримав ступінь доктора наук на факультеті електроніки та інформаційних технологій Варшавської політехніки, а у 2016 отримав науковий титут професора. З січня 2009 року по вересень 2016 року завідувач кафедри радіозв'язку Варшавської Політехніки. З вересня 2016 року — заступник директора з наукових питань в Інституті радіоелектроніки та мультимедійних технологій Варшавської Політехніки.

## Позиції
- 1988 р. — завідувач науково-дослідної лабораторії Львівської Політехніки
- 1993—1999 асистент кафедри телекомунікацій Львівської Політехніки.
- 1991—1999 — заступник декана з наукової роботи радіотехнічного факультету Львівської Політехніки.
- 1993—1999 рр. — заступник завідувача кафедри телекомунікацій Львівської політехніки.
- 1999—2009 асистент професора Інституту радіоелектроніки Варшавська Політехніка
- з 2009 р. — доцент Інституту радіоелектроніки Варшавської Політехніки
- 2009—2016 рр. — завідувач кафедри радіозв'язку Варшавської Політехніки
- 2016 — заступник директора з Дослідження в Інституті радіоелектроніки та мультимедійних технологій Варшавської Політехніки

## Членство
- 1991—1999 — член вченої ради Львівської політехніки.
- 1988—1999 — член вченої ради радіотехнічного факультету Львівська Політехніка.
- Інститут інженерів електротехніки та електроніки — старший член
- член Європейської мікрохвильової асоціації (EuMA)
- член Європейської асоціації антен і поширення (EurAAP)
- член секції мікрохвильової та радіозв'язку Комітету електроніки та телекомунікацій Польської академії наук

## Нагороди, відзнаки, відзнаки
- індивідуальна нагорода І ступеня ректором Варшавська Політехніка — двічі (2007, 2015)
- головна нагорода Європейської мікрохвильової асоціації (EuMA) EuMC PRIZE (Амстердам, 2008)
- командна нагорода І ступеня ректором Варшавська Політехніка — 4 рази (2004, 2005, 2009, 2014)
- командна нагорода ІІ ступеня від ректора Варшавська Політехніка (2013)

## Важливі публікації
1. Yashchyshyn Y., Modelski J., Rigorous Analysis and Investigations of the Scan Antennas on a Ferroelectric Substrate, IEEE Trans. on Microwave Theory and Techniques, vol. 53, Issue 2, 2005, pp. 427–438
2. Yashchyshyn Y., Starszuk G., Investigation of a simple four-element null-steering antenna array, IEE Proceedings Microwaves, Antennas & Propagation, vol. 152, no. 2, April 2005, pp. 92–96
3. Yashchyshyn Y., Marczewski J., Derzakowski K., Modelski J., Grabiec P., Development and Investigation of an Antenna System With Reconfigurable Aperture, IEEE Transactions on Antennas and Propagation, vol. 57, Issue 1, Jan. 2009, pp. 2–8
4. Yashchyshyn Y., Marczewski J., Tomaszewski D., Investigation of the S-PIN Diodes for Silicon Monolithic Antennas with Reconfigurable Aperture, IEEE Transactions on Microwave Theory and Techniques, vol. 58, Issue 5, May 2010, pp. 1100–1106
5. Yashchyshyn Y., Anteny z elektrycznym kształtowaniem charakterystyki kierunkowej — nowe rozwiązania. Prace naukowe, Elektronika, z.155, Oficyna Wydawnicza PW, Warszawa 2006. str. 150. ISSN 0137-2343
6. N. Dvurechenskaya, P. R. Bajurko, R. J. Zieliński, Y. Yashchyshyn, Measurements of Shielding Effectiveness of Textile Materials Containing Metal by the Free-Space Transmission Technique with Data Processing in Time Domain, Metrology and Measurement Systems, vol. 21, nr 2, 2013, pp. 217–228
7. A. Łysiuk, K. Godziszewski, Y. Yashchyshyn, Low Cost E/O and O/E Modules for Radio over Fibre Link, Microwave and Optical Technology Letters, vol. 55, no. 10, Oct. 2013, pp. 2423–2425
8. Y. Yashchyshyn, K. Derzakowski, P.R. Bajurko, J. Marczewski, S. Kozłowski, «Time-Modulated Reconfigurable Antenna Based on Integrated S-PIN Diodes for mm-Wave Communication Systems», IEEE Transactions on Antennas and Propagation, vol. 63, no .9, pp. 4121–4131, Sept. 2015, doi: 10.1109/TAP.2015.2444425
9. N.A. Andrushchak, I.D. Karbovnyk, K. Godziszewski, Y. Yashchyshyn, M.V. Lobur, A.S. Andrushchak, «New Interference Technique for Determination of Low Loss Material Permittivity in the Extremely High Frequency Range», IEEE Transactions on Instrumentation and Measurement, vol. 64, no. 11, pp. 3005–3012, Nov. 2015, doi: 10.1109/TIM.2015.2437631
10. G. Bogdan, Y. Yashchyshyn, M. Jarzynka, Time-Modulated Antenna Array with Lossless Switching Network, IEEE Antennas and Wireless Propagation Letters, vol. PP, no. 99, 2016, pp. 1–1, doi: 10.1109/LAWP.2016.2538463

1. Yevhen Yashchyshyn (PDF). Instytut Radioelektroniki Politechniki Warszawskiej. Процитовано 16 січня 2016.
2. Yevhen Yashchyshyn - biogram. Centrum Informatyzacji Politechniki Warszawskiej. Процитовано 16 січня 2016.

- dr hab inż. Yevhen Yashchyshyn. Архів оригіналу за 2 грудня 2021. Процитовано 2 грудня 2021.
- Yevhen Yashchyshyn.[недоступне посилання з грудня 2021]